# George Punnakottil
George Punnakottil (ur. 13 września 1936 w Thazhuvamkunnu) – duchowny syromalabarski, w latach 1977–2013 biskup Kothamangalam, obecnie emeryt tejże archidiecezji.

## Życiorys
Święcenia kapłańskie przyjął 18 października 1961. 26 lutego 1977 został prekonizowany biskupem Vellore. Sakrę biskupią otrzymał 24 kwietnia 1977. 10 stycznia 2013 przeszedł na emeryturę.